# Trichotoma brunnea
Trichotoma brunnea är en spindeldjursart som beskrevs av Lawrence 1968. Trichotoma brunnea ingår i släktet Trichotoma och familjen Gylippidae. Inga underarter finns listade i Catalogue of Life.